# Скородниця
Скородниця (пол. Skorodnica) — село в Польщі, у гміні Старий Брус Володавського повіту Люблінського воєводства. Населення — 66 осіб (2011).

## Історія
За даними етнографічної експедиції 1869—1870 років під керівництвом Павла Чубинського, у селі проживали лише греко-католики, які розмовляли українською мовою.
У 1975—1998 роках село належало до Холмського воєводства.

## Демографія
Демографічна структура станом на 31 березня 2011 року:
|          | Загалом | Допрацездатний вік | Працездатний вік | Постпрацездатний вік |
| -------- | ------- | ------------------ | ---------------- | -------------------- |
| Чоловіки | 40      | 7                  | 25               | 8                    |
| Жінки    | 26      | 3                  | 10               | 13                   |
| Разом    | 66      | 10                 | 35               | 21                   |